# Qendër, Gjirokaster
Qendër, Gjirokaster là một xã trong quận Gjirokastër thuộc hạt Gjirokastër, Albania. Dân số năm 2005 là 1604 người.